# Замок Страконице
 Национальный памятник культуры Чешской Республики (регистрационный номер 196 NP от  1995 года)
Замок Страконице (чеш. Hrad Strakonice) — средневековый замок XIII века в городе Страконице Южночешского края, один из старейших в Чехии. Замок расположен на холме у слияния рек Отава и Волинька. Пример сочетания архитектурных типов феодального замка и духовно-орденской резиденции. В течение продолжительного периода замок служил штаб-квартирой генерального (с XVII века — великого) приора Чешской провинции Ордена иоаннитов. Замок с момента своего основания неоднократно перестраивался, по причине чего сохранил в себе черты различных архитектурных стилей, начиная с романского. В 1995 году включен в список национальных памятников культуры Чешской Республики.

## История замка

### Во владении Баворов из Стракониц
Замок был заложен в 20-х годах XIII века (по другой версии, в последней трети XII века) феодальным родом Баворов. Звиковский бургграф и крестоносец Бавор I (ум. 1260) впервые упоминается в одной из грамот короля Вацлава I с предикатом «из Стракониц» в 1235 году, что является первым документальным упоминанием о существовании замка. В 1243 году Бавор I из Стракониц пожертвовал восточную половину замка с костёлом Святого Прокопа и значительную часть прилегающих земель с сёлами рыцарскому ордену иоаннитов (госпитальеров), которые учредили здесь своё комтурство. В 1402 году госпитальеры выкупили весь замок, который затем стал резиденцией генерального приора Чешской провинции Ордена госпитальеров (иоаннитов). Выбор именно Страконицкого замка в качестве штаб-квартиры комтурства иоаннитов был не случаен: здесь, на пересечении магистральных путей из Праги в Баварию и из Пльзени в Верхнюю Австрию, они основали на берегу Отавы под охраной замка орденский госпиталь для паломников, путешествовавших в Святую землю.
Строительство замка проходило в несколько этапов: при Баворе I были воздвигнуты каменные стены, прорыт глубокий ров с южной и западной сторон замка, возведена западная часть костёла с башней, построены клуатр и дворец с капитульным залом в романском стиле. Унаследовав Страконицкое панство, Бавор II после 1270 года начал расширение и перестройку своей резиденции: в южной части замка был перестроен старый дворец, который был повышен и удлинён, в результате чего соединился с иоаннитской частью замка, на юго-западном углу дворца была возведена четырёхугольная жилая башня в три этажа. С западной стороны замка были возведены новые укрепления с 35-метровой башней, получившей название Румпаль. Особенностью этой башни был клиновидный выступ её стены, выходящей на внешнюю сторону замка, что дополнительно защищало башню при обстреле каменными снарядами (башни с подобным строением внешних стен примерно в то же время были возведены в замках Битов, Звиков и Своянов). В конце XIII — начале XIV веков Бавор III также проводил обширные строительные работы в Страконицком замке, особенно в его иоаннитской части, в частности, было окончено строительство замкового костёла. Во время всего периода владения замком родом Баворов существовало чёткое разделение замка на светскую и иоаннитскую части. В 1315 году Бавор получил от короля дозволение основать новый замок на горе Прахень и сразу же начал масштабное строительство, в том же году Бавор III впервые упоминается в документах с предикатом «из Баворова».
В период с 1312 по 1315 годы Бавор III (ум. 1318) разделил отцовские владения с двумя своими младшими братьями, при этом Страконицкое панство с замком досталось среднему брату — Вилему из Стракониц. Как и его предшественники, Вилем занимал юго-западную часть замка, где располагался его просторный дворец с собственной капеллой и угловой башней на юго-западе. Другая его башня, Румпаль, охраняла вход в замок с запада. Наследником Вилема стал его племянник Бавор IV (Башек) из Блатны (ум. между 1380 и 1382), который в 1367 году передал территорию города Страконице и прилегающих земель его жителям на праве эмфитевзиса (чеш. zákupní právo). После смерти Башека Страконицкое панство перешло по наследству двум несовершеннолетним братьям, Брженеку и Яну из Стракониц, опекуном которых стал их дядя Зденек из Рожмиталя. В 1394 году полноправным владельцем панства и замка стал достигший совершеннолетия Брженек из Стракониц, который в дальнейшем принял участие в восстании дворян против короля Вацлава IV и, отягощённый долгами, в 1402 году продал панство и свою часть Страконицкого замка мелкому дворянину Викержу из Енишовиц, который, в свою очередь, сразу же продал их генеральному приору Чешской провинции ордена иоаннитов Йиндржиху из Градца.

### Замок в XV—XVI веках
Генеральный приор Йиндржих из Градца (ум. 1420) как новый управляющий Страконицким панством в 1404 году подтвердил привилегии города. Следующий генеральный приор Руперт II Любинский, после того как 8 мая 1420 года гуситы разорили пражскую резиденцию ордена, перенёс штаб-квартиру иоаннитов Чешского королевства в замок Страконице. Сюда же были переправлены орденские архивы и инсигнии. Во время гуситских войн чешские иоанниты выступали на стороне короля, а после окончания войн заняли сторону Габсбургов. 8 февраля 1449 года под руководством генерального приора Вацлава из Михаловиц (ум. 1451) и рожмберкского владаржа Ольдржиха II в замке Страконице собрались виднейшие представители католического дворянства южной и западной Чехии, в результате чего было создано так называемое «Страконицкое единство» — политический альянс, направленный против стремившегося к власти Йиржи из Подебрад.
В 1496 году генеральный приор Ян из Швамберка приказал установить на колокольне замкового костёла Святого Прокопа новый массивный колокол, получивший в честь генерального приора имя «Ян». Следующий генеральный приор Ян III из Рожмберка (1511—1532) начал масштабную перестройку замка в ренессансном стиле. При нём Баворский дворец был расширен до здания капитульного зала и деканата, а также возведена новая замковая башня с эркерами, получившая название Еленка, в которой был устроен банкетный зал для пиров после охоты на оленей. До наших дней сохранились фрагменты внутренних настенных росписей Еленки, в которых присутствует родовой герб панов из Рожмберка — красная пятилистная роза на белом фоне. При генерального приоре Вацлаве Зайице из Газмбурка (1555—1578) северное крыло замка было перестроено в пивоварню (первое упоминание о страконицкой пивоварне датируется 1578 годом). При нём же впервые была произведена инвентарная опись имущества замка.

### Замок в XVII—XVIII веках

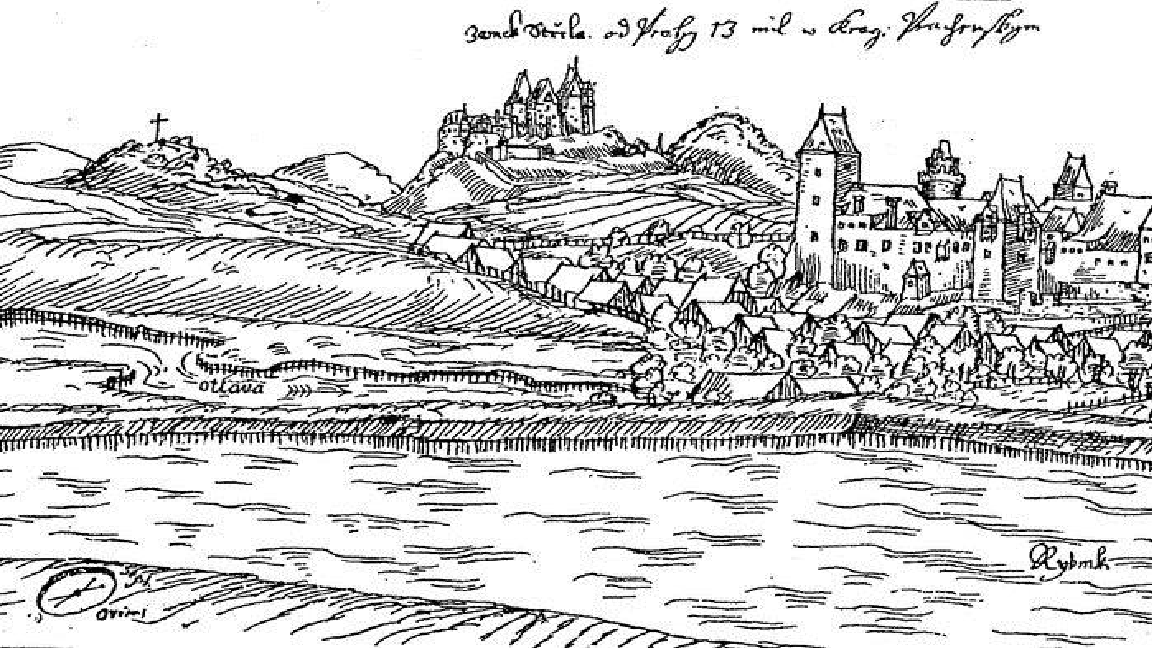
Вид на Страконице с юга (замок — справа). Ян Вилленберг. Гравюра, 1610 год

Во время Тридцатилетней войны замок был взят и разграблен войсками Петра Эрнста Мансфельда в 1619 году, а позднее шведскими войсками в 1641 году. Согласно легенде, шведам помог взять замок местный помощник мельника, указавший им небольшую потайную дверь в северной стене замка, со стороны реки Отавы. Эту дверь по сей день называют «шведской». Замок и костёл Святого Прокопа были разорены и опустошены, как и весь город Страконице. В 1650 году в замковый костёл Святого Прокопа была помещена одна из копий образа Девы Марии Побеждающей (где она находится и в настоящее время), оригинал которого участвовал в битве у Белой Горы, после чего был отправлен в Рим, где помещён в специально построенную для него церковь.
После войны началось нарастающее противостояние между великим приором иоаннитов, располагавшимся в замке и городскими магистратами. Замок постепенно приходил в запустение и орден начал терять к нему интерес. В 1694 году, через более чем 270 лет, штаб-квартира чешских иоаннитов была возвращена в Прагу. Великий приор Фердинанд Леопольд Дубский из Тршебомислиц (1714—1721) начал последнюю перестройку замка. В 1715 году у слияния рек Отава и Волинька был возведён новый просторный дворец (что однако не привело к более частому посещению великими приорами Страконицкого замка), а костёл Святого Прокопа начали перестраивать в стиле барокко. Великий приор Вацлав Яхим Чейка из Ольбрамовиц (1744—1754) осуществил капитальный ремонт замка и прилегающих сооружений. Новый дворец был заново оборудован, а его зал был украшен картинами. Замковый ров был превращён в парк, а к западу от замка был создан фазаний заказник. Через реку Волиньку в районе замковой башни был перекинут пешеходный мост.
К концу XVIII века однако состояние замка настолько ухудшилось, что возникла угроза обрушения некоторых его сооружений. Исходя из этого, после 1800 года великий приор Йосеф Мариа Коллоредо Валльсее (1791—1810) приказал снести четырёхгранную башню в юго-западном углу дворца до первого этажа, который был покрыт общей с дворцом крышей. При нём же было проведено подробное инспектирование Страконицкого панства и обработан обширный архив иоаннитов, хранившийся в замке. В 1800 году замок Страконице посетил император Франц I.

### Замок в Новейшее время
В самом начале 70-х годов XIX века страконицкий фабрикант еврейского происхождения по фамилии Штайн построил непосредственно перед замком, на месте под названием Дубовец, собственный двухэтажный дворец, сохранившийся до наших дней. В 1871 году великий приор Отениус Лихновский из Верденберка, желая загородить еврейскому промышленнику вид на внутреннее пространство замка, приказал возвести между дворцом Штайна и замком высокую глухую стену с цилиндрической башней наверху (эту башню в народе прозвали «Бастион упрямства» (чеш. trucbašta)). В 1935—1937 годах при строительстве шоссе на Працеёвице стена и башня были снесены.
В 1925 году орден иоаннитов распродал своё страконицкое имение, включавшее три двора, мельницу, кирпичный завод и замковую пивоварню. Во время II Мировой войны у иоаннитов были изъяты оставшиеся здания в ареале Страконицкого замка, включая костёл Святого Прокопа и здание деканата. После 1990 года Чешское великое приорство иоаннитов начало переговоры с диоцезом Ческе-Будеёвице о возвращении в своё ведение изъятого во время войны имущества. Наконец в 2008 году с одобрения епископа Ческе-Будеёвице Йиржи Падьёура был подписан договор дарения в пользу Чешского великого приорства Мальтийского ордена, в соответствии с которым иоаннитам было возвращено их имущество в ареале Страконицкого замка. В настоящее время территория замка находится в собственности трёх субъектов: более половины ареала замка принадлежит городу Страконице, примерно четверть — Южночешскому краю, а собственником замкового амбара является частное лицо.
|                                                                          |  |                     |  |                                                                      |  | |
| Вид на замок с западной стороны: башня Румпаль и торец Баворского дворца |  | Вид на замок сверху |  | Вид на замок с юго-западной стороны: Баворский дворец и башня Еленка |  | Вид на замок с северной стороны: слева — здание бывшей панской пивоварни, в центре — башня костёла Святого Прокопа |

## Описание
Замок Страконице был возведён на невысоком скалистом холме у слияния рек Отава и Волинька, северной своей стороной прилегая к Отаве, а восточной — к Волиньке. С западной и южной сторон замок был защищён глубоким рвом, который при необходимости легко мог быть заполнен водой из прудов у села Мутенице. План замка напоминает треугольник, сужающийся в сторону востока, здания замка располагаются вокруг трёх внутренних дворов. Строительство этого романского ядра замка датируется исследователями 30—50-ми годами XIII века. Старейшие романские здания — костёл Святого Прокопа, конвент с капитульным залом и Баворский дворец — расположены на южной стороне замка.

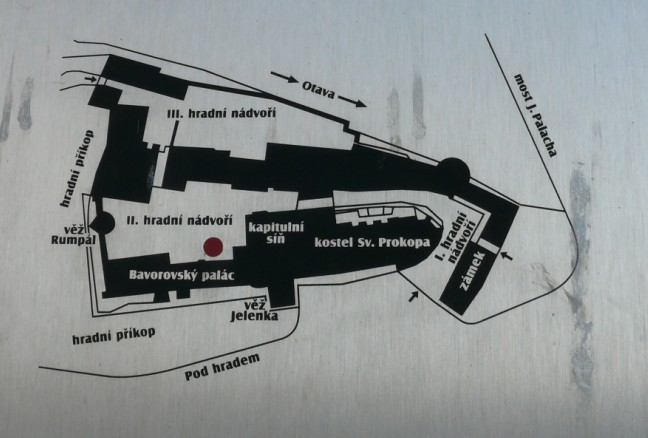
План замка и прилегающих строений

Небольшой I двор замка расположен в восточной части замкового комплекса и образован зданиями бывшей резиденции великого приора (с востока), костёла Святого Прокопа (с запада) и бывшей замковой пивоварни (с севера). На южной стороне II замкового двора расположены здания конвента с капитульным залом и Баворского дворца, с запада двор огорожен крепостной стеной с башней Румпаль бергфридового типа, а с севера ограничен зданиями музея среднего Поотавья (чеш. Muzeum středního Pootaví). В юго-западной части II двора находится вход в ресторан «Замковый погребок» (чеш. Hradní sklípek), а перед входом в музей — замковый колодец. В северной стороне двора расположен вход в III замковый двор. В III дворе в располагается детское отделение Шмидингерской библиотеки. Из этого двора через западные ворота можно попасть в замковый ров, где размещается мини-зоопарк и далее — замковый сад.

### Баворский дворец
Баворский дворец расположен в западной части южного крыла замка. Собственно это два дворца, старый и новый, соединённые в один. Возведённый в романском стиле, дворец за свою историю неоднократно перестраивался. Первоначально он больше напоминал крепость, усиленную двумя башнями. Юго-западная часть дворца является старейшей и датируется XII веком, вероятно, именно тут жили первые владельцы замка из рода Баворов. Здесь располагалась одна из двух башен дворца, трёхэтажная и четырёхгранная с двускатной крышей, к которой с востока примыкали четыре помещения дворца. Два из них имеют цилиндрические своды, третье представляет собой квадратный зал, четыре романских арочных свода которого замкнуты на один центральный столб посредине. Этот зал в первом этаже старого дворца сегодня находится ниже уровня земли, поэтому используется как один из винных погребов замка. Четвёртое помещение — небольшая коморка с цилиндрическим сводом. После того как около 1800 года верхний этаж башни был снесён до уровня верхнего этажа дворца и покрыт крышей, оставшаяся часть здания башни стала частью дворца. Новый дворец был построен восточнее старого, в иоаннитской части замка. В процессе удлинения старого дворца на восток он соединился с новым дворцом под одной крышей.
В одном из помещений старой части Баворского дворца сохранилась уникальная фреска под названием «Колесо Фортуны», а также замковая капелла с готической каменной облицовкой на входе и стрельчатыми окнами. Эти памятники искусства относятся к периоду перестройки замка паном Бавором III (ум. в 1318 году). Фреска датируется примерно 1310 годом. До наших дней сохранились ренессансные Малый рыцарский зал с балочным потолком и эркерная башня Еленка с банкетным залом начала XVI века. Сохранилось множество фрагментов настенных росписей дворца с изображением геральдической розы панов из Рожмберка, к роду которых принадлежал генеральный приор Ян III из Рожмберка. После перестроек XV—XVI веков дворец приобрёл свой современный вид.

### Дворец великого приора
Здание бывшей резиденции великого приора Чешской провинции ордена иоаннитов, состоящее из двух прямоугольных крыльев находится в северо-восточной части замка. Новая двухэтажная резиденция была возведена около 1715 года великим приором Фердинандом Леопольдом Дубским из Тршебомислиц (1714—1721) у места слияния рек Отава и Волинька. На фасаде дворца был помещён герб Фердинанда Леопольда Дубского и год «1716», а над главным входом в резиденцию — герб ордена иоаннитов. Первоначально у дворца было два входа по сторонам, но после 1745 года был сделан один вход в центре здания, над которым был создан балкон с металлическими перилами. На крыше из центра здания выступает трёхстворчатый щит с часами. При следующих великих приорах была возведена южная часть здания, а фасад приобрёл свой классический вид. Согласно инвентарной описи 1776 года, во дворце было шесть комнат, покои великого приора, зеленые, красные и жёлтые покои, а также четыре небольших зала у лестниц.

### Костёл Святого Прокопа

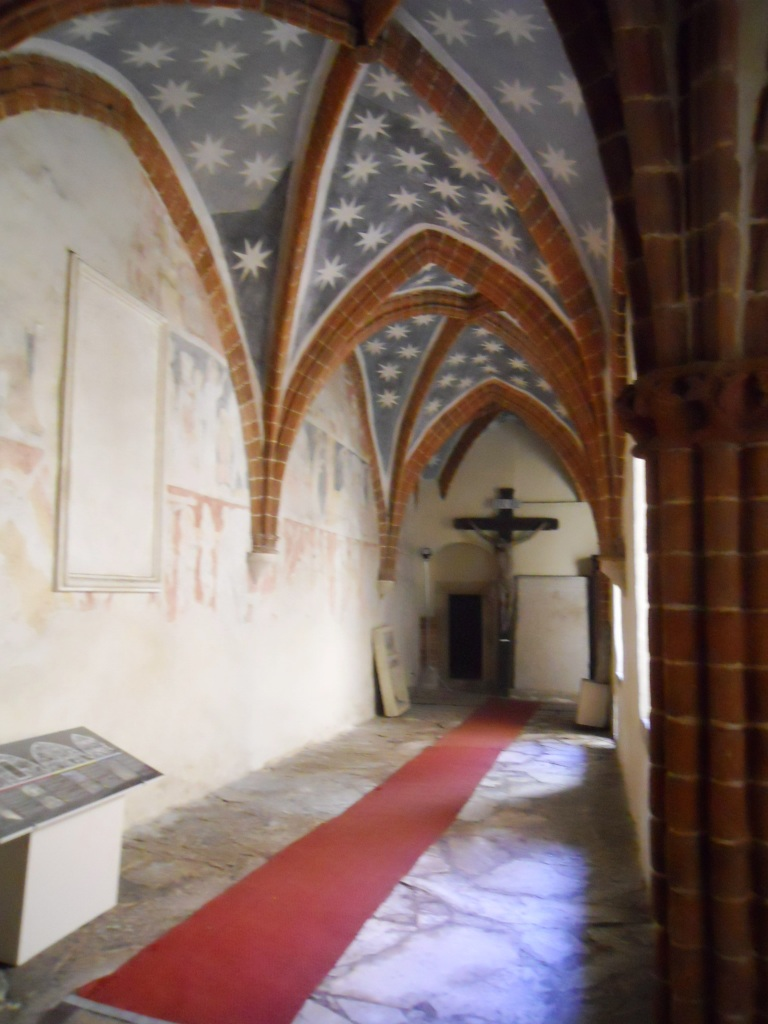
Интерьер замкового амбита

Деканский костёл Святого Прокопа в ареале замка расположен в самой восточной части скалистого утёса, возвышающегося над слиянием Отавы и Волиньки. Костёл был возведён в позднероманском стиле, вероятно, как панский храм рода Баворов из Стракониц в начале XIII века. Первоначально этот храм был освящён в честь Святого Войтеха, однако начиная с XIV века он упоминается как костёл Святого Прокопа. Старейшей сохранившейся частью храмам являются просторные западные хоры, датируемые периодом основания костёла. Вскоре после передачи храма иоаннитам были возведены его 40-метровая башня, до сих пор сохранившая свой романский облик, и готический пресвитерий. Строительство костёла в готическом стиле было окончено в начале XIV века, когда храм приобрёл нынешнюю форму. В начале XVI века при генеральном приоре Яне III из Рожмберка главный неф костёла приобрёл позднеготический крестовый свод из пяти полей с вложенными терракотовыми розетками над хорами. Устройство интерьера храма было завершено, по видимому, в конце XVIII века, когда из храма были удалены надгробия погребённых в нём великих приоров Чешской провинции ордена иоаннитов. В 1786 или 1787 году костёл получил статус деканского. Главный алтарь храма посвящён Святому Прокопу Сазавскому и датируется 1693 годом. Согласно большинству сохранившихся инвентарных описей, автором алтарного образа Святого Прокопа является знаменитый чешский живописец Карел Шкрета, однако в настоящее время его авторство ставится под сомнение. На боковых дверцах изображены архангел Михаил и Святой Лаврентий. На алтаре бокового нефа находится копия образа Рождества Девы Марии, оригинал которого, датируемый приблизительно XVI веком, находится в одной из церквей кармелитов в Риме.

### Капитульный зал и амбит
В западном направлении от костёла Святого Прокопа тянется монастырский амбит (разновидность клуатра), относящийся к старейшим сохранившимся частям Страконицкого замка и переходящий в зал собраний местного капитула ордена иоаннитов. Строительство амбита началось в XIII веке, однако археологические раскопки показали наличие под ним следов церковных строений и захоронений, датируемых XI—XII веками. Своды амбита и фрески, сохранившиеся на его стенах, датируются началом XIV века, как и изображения Святых Филиппа и Иакова на стенах капитульного зала. Христологический цикл на фресках амбита включает изображения апостольской деятельности Христа. В южной части находится более позднее изображение Девы Марии Охранительницы. Оформление интерьеров амбита и капитульного зала, как и интерьера костёла, было закончено около 1340 года. Вход в капитульный зал находится в западной части амбита и представляет собой великолепный каменный портал в раннеготическом стиле, ранее использовавшийся в качестве капеллы Святого Георгия. В 2008 году помещения амбита и капитульного зала были возвращены в собственность Мальтийского ордена, представители которого передали их на попечение музея среднего Поотавья.

### Панская пивоварня
Четырёхэтажное здание бывшей панской пивоварни находится в северном крыле замка на самом берегу реки Отавы, напротив костёла Святого Прокопа, между зданиями начальной художественной школы, деканата и музея. Основанная в XVI веке, пивоварня в 1925 году была продана частному лицу, а в 1932 году пострадала от сильного пожара. Во время II Мировой войны часть помещений пивоварни была занята административными органами и общежитиями местной организации НСДАП. В настоящее время на первом этаже здания находится универсальный общественный зал, известный под названием «У Палача» (чеш. U Kata), вход в который возможен как из первого, так и из третьего замкового дворов. На третьем этаже находится галерейный Мальтийский зал, используемый для проведения выставок, экспозиций, лекций и семинаров. На четвёртом этаже располагается великолепный Рыцарский зал, в котором также проводятся разнообразные мероприятия, от концертов классической музыки и миниспектаклей до семинаров и конференций. Над лестницей, ведущей в Рыцарский зал, находится интересный витраж работы Михаэлы Абсолоновой, на котором изображены три сороки, держащие в клюве золотое кольцо. Считается, что именно от названия этих птиц (чеш. straka) получили своё имя замок и нынешний город Страконице.
|                                                                                   |  |                                                            |  |                                                   |  |                                                 |
| Здание бывшей резиденции великого приора, и костёл Святого Прокопа, вид с востока |  | Второй двор замка, здание капитула и колодец, вид с запада |  | Музей среднего Поотавья справа от здания капитула |  | Второй двор замка, башня Румпаль, вид с востока |

## Реконструкция и реставрация
Первый этап реконструкции замка, финансируемый Евросоюзом, был осуществлён в рамках последовательной реализации двух проектов. Первый был осуществлён в январе—августе 2006 года под названием «Замок Страконице — инфраструктура туристического движения» и финансировался за счёт средств национальной программы PHARE 2003. Стоимость проекта составила более 33 млн. крон. В ходе реализации проекта замок был более приспособлен к посещению туристами: были налажены коммуникации, устроены парковки, остановки общественного транспорта, установлены знаки, проведено озеленение, восстановлены подъездные пути, тропинки, тротуары и мостовые, расставлены лавки, урны, стойки для велосипедов, налажено уличное освещение и водоснабжение, установлены туалеты и осуществлены другие подобные работы по благоустройству территории замка. Второй проект, направленный на развитие туризма в замок Страконице, был осуществлён при совместном финансировании структурных фондов Евросоюза и Южночешского края. Работы были окончены в декабре 2006 года, затраты составили более 29 млн. крон. Во время реализации этого проекта были отреставрированы интерьер и фасад расположенной в замке библиотеки, отреставрирована и восстановлена средневековая крепостная стена, вновь отгородившая третий двор замка от реки, был расчищен и реконструирован замковый ров, переход через который был устроен в районе башни Еленки, во рву был построен навес для животных устроенного здесь же небольшого зоопарка, вдоль рва был разбит парк, была устроена система отопления замка.
Второй этап реконструкции замка также включал в себя реализацию двух проектов, первый из которых получил название «Восстановление Страконицкого замка». Реализация первого проекта была начата в 2008 году при финансовой поддержке «Региональной оперативной программы NUTS II Юго-запад» и успешно окончена в мае 2010 года. Целью проекта было проведение реконструкции отдельных зданий и создание дополнительных сервисов для посетителей замка. Затраты на реализацию проекта составили в общем немногим более 16-ти млн. крон. В ходе его реализации были отреставрированы, благоустроены и оснащены современным оборудованием помещения администрации Музея среднего Поотавья в комплексе зданий северного крыла замка между вторым и третьим дворами, были отреставрированы и обставлены новой мебелью церемониальный зал и представительские помещения, расположенные во втором дворе замка между библиотекой и администрацией музея, а также реконструировано и открыто для посещения недавно обнаруженное здание «Чёрной кухни» между вторым и третьим дворами замка, в котором открылась экспозиция средневековой кухни. Второй проект, реализованный на втором этапе реконструкции назывался «Замок Страконице — восстановление национального недвижимого памятника культуры и его использование для дальнейшего развития региона». Общие затраты на его реализацию составили 1 870 486 евро, работы были начаты в декабре 2008 и завершены в августе 2010 года. Строительные работы проводились по двум направлениям. С одной стороны, производился ремонт кровли и фасадов северного и северо-восточного крыльев замка, где располагается начальная художественная школа. Были восстановлены внешний фасад и балкон, отреставрированы герб и два каменных портала с внешней стороны здания, а также замковые часы. Вторым направлением стали реконструкция зданий амбара и сушилки панской пивоварни в северном крыле замка, в результате которой в нём были созданы один многоцелевой и два выставочных зала. После реализации второго проекта второго этапа комплексная реконструкция Страконицкого замка была завершена.

## Археологические исследования
Начатая в конце 2005 — начале 2006 годов широкомасштабная реконструкция Страконицкого замка сопровождалась подробными археологическими исследованиями его территории. Хотя археологические исследования в ареале замка проводились и ранее, большая часть территории замка оставалась ими незатронутой. Исследования были организованы страконицким Музеем среднего Поотавья и проводились под руководством археолога Яном Михалеком. Замковый двор был разделен на квадраты величиной 4 на 4 метра, в каждом из которых вручную проводились раскопки и зондирование глубиной до 2-х метров. Исследование было начато у башни Румпаль и продвигалось по направлению к капитульному залу. В результате раскопок на глубине полуметра был обнаружен фундамент средневекового здания, датированного XIV—XV веками. При исследовании юго-восточной части второго двора замка, рядом со входом в музей, был обнаружен вытесанный в скальной породе колодец диаметром около 2,5 и глубиной около 12,5 метров. При замене системы водоснабжения и канализации на территории первого двора замка были обнаружены захоронения, датированные XII веком. Обнаруженные в них артефакты из бронзы были описаны и переданы в коллекции музея.